# Гейден Дмитро Федорович
Дмитро Федорович Гейден (рос. Гейден Дмитрий Федорович, нар. 6 липня 1862, с. Лігово, Санкт-Петербурзька губернія — пом. 23 травня 1926, Загреб, Королівство Югославія) — граф, офіцер, політичний і громадський діяч. Дійсний статський радник, Камергер Двору Його Імператорської Величності.

## Життєпис

### Освіта, військова служба

Екслібрис родової бібліотеки Гейденів

Дмитро Гейден належав до російського графського роду, який походив із Вестфалії. Його дід, Логін Гейден був адміралом російського флоту, а батько Федір — генералом, членом Державної ради, фінляндським генерал-губернатором. Дмитро після закінчення Петербурзького університету обрав військову кар'єру. Впродовж 1884—1888 рр. служив у гвардійській кінній артилерії, згодом навчався у Імператорській Миколаївській військовій академії Генерального штабу (1888—1891 рр.). У званні штабс-капітана продовжив службу у Київському військовому окрузі. Дослужився до штаб-офіцера (полковника) для особливих доручень при командувачі округу Михайлові Драгомирову. В 1896 р. вийшов у відставку, роком пізніше був зарахований в запас. У 1898 р. одружився з донькою М. Драгомирова (тоді вже генерал-губернатора Київської, Волинської та Подільської губерній) Катериною. Наприкінці ХІХ ст. володів та мав у керівництві маєтки Сутиски, Шершні, Голяки у Вінницькому повіті, головною родинною резиденцією обрав палац у Слободі Сутиській. На 1913 р. мав ще 3 тис. десятин у Смоленській губернії та 400 десятин на Кубані. Особливою гордістю маєтку була родова бібліотека Гейденів, яка нараховувала більше 15 тис. томів (нині понад 1 тис. томів з цієї книгозбірні зберігається у Вінницької ОУНБ ім. В. Отамановського).

### Громадська діяльність

Д. Ф. Гейден. Фото з віньєтки 1912 р.

З 1897 р. — предводитель дворянства Вінницького повіту, з 1898 р. — почесний мировий суддя. Будучи повітовим предводителем, очолював ряд суміжних повітових організацій, серед яких Присутність по військової повинності, Тюремне відомство, Комітет суспільного здоров'я, Комітет Піклування про народну тверезість, а з 1904 р. — повітове земство. Під його керівництвом вінницький повітовий Комітет Піклування про народну тверезість розгорнув найширшу у губернії діяльність. Для соціальних низів було відкрито понад 60 безкоштовних бібліотек, у Вінниці побудований Народний дім (1902 р.), де діяли перша міська загальнодоступна бібліотека з читальним залом, народний театр, громадський лекторій та ін.
У 1899—1906 рр. очолював Подільське товариство сільського господарства і сільськогосподарської промисловості й до 1905 р. був першим редактором його друкованого органу — першого на Вінниччині регулярного друкованого видання — «Справочный листок…». У 1904—1905 рр. брав участь у російсько-японській війні.
Від Подільського земства в 1906 р. увійшов до Об'єднаного комітету зі спорудження пам'ятника Тарасу Шевченку у Києві. В 1909 р. імператорським указом затверджений в званні Почесного громадянина міста Жмеринка за ініціативу надання місту статусу заштатного, також за опіку над місцевою чоловічою гімназією та будівництво Жмеринської земської лікарні.
У жовтні 1910 р., у рамках сторічного ювілею з дня народження М. І. Пирогова граф Гейден, як почесний член Вінницького медичного товариства, вніс пропозицію збудувати у Вінниці Пироговську повітову хірургічну лікарню (нині — Вінницька обласна клінічна лікарня ім. М. І. Пирогова). 13 листопада 1910 р. на місці майбутнього будівництва клініки відбулась закладка пам'ятного гранітного каменю з написом «Николай Иванович Пирогов, 1810—1881, 13 ноября 1910», згодом на камені було встановлено погруддя хірурга.
У 1912 р. у Вінниці на замовлення Дмитра Гейдена, в межах його міської садиби було запроектовано та споруджено будинок для Вінницької повітової управи, де мали розміститись Поліцейське управління, Дворянська опіка, Військова присутність, землевпорядна Комісія. Автором проекту та організатором будівництва виступив міський архітектор Григорій Артинов (нині будинок за адресою Толстого, 2/Гоголя, 30).

### Політична діяльність. Еміграція
З початком Першої світової війни повернувся на військову службу — штаб-офіцером Генерального штабу для особливих доручень при командувачі 8-ї армії О. О. Брусилові. З 23.10.1917 р. — в розпорядженні начальника штабу Румунського фронту.
Родину Гейденів завжди відрізняли ліберальні погляди. У 1917—1918 рр. був членом Союзу земельних власників, очолював правління Спілки хліборобів України. Граф Гейден був одним з ініціаторів Всеукраїнського з'їзду хліборобів, який 29 квітня 1918 р. проголосив створення Української Держави та обрання Гетьманом України Павла Скоропадського. Після обрання гетьмана в залі було зачитане звернення до нового очільника країни, авторами якого був Дмитро Гейден та В'ячеслав Липинський. Згодом граф привітав П. Скоропадського від імені з'їзду.
Пізніше перебував у лавах Добровольчої армії, куди прибув наприкінці 1918 р. та був призначений в.о. генерала для доручень при начальникові постачання. На тій же посаді перебував у Збройних Силах Півдня Росії (ЗСПР) до травня 1919 р. В червні-серпні 1919 р. призначений генералом П. Врангелем в.о. начальника гарнізону міста Царицин. Захворів холерою та був евакуйований. У 1920 р. — знову на посаді керівника постачання ЗСПР. Після евакуації з Криму у 1920 р. емігрував до Сербії. Останні роки викладав у Кримському кадетському корпусі. Після скорочення викладацького штату переїхав у Загреб, де й помер 23 травня 1926 р., похований там само.

## Спогади
Дмитро Гейден залишив спогади, які повністю, на жаль, не видані. Уривки з них, присвячені подіям 1914—1917 рр., з дозволу його родини опубліковані в Парижі в російському емігрантському часописі «Военно-исторический вестник» в 1971—1973 рр. (№ 37-41). В них є відомості про Вінницю в перші дні війни 1914 р. та про втрату тут сімейного архіву в добу національно-визвольних змагань. Ось як граф згадував події початку Першої світової:

«…16/29 липня 1914 р. серед мирної сільської тиші раптом гримнуло. У цей день пізно ввечері мене викликали по телефону з Вінниці і повідомили, що оголошена мобілізація і на інший день, 17 липня, вона починається. Коли я їхав з села (Сутисок — авт.), у мене було відчуття, ніби я кидався в глибоку річку, яку потрібно було будь-що переплисти або загинути, а тому, залишаючи будинок, я майже не мав надії, що колись повернуся додому. І дійсно, я потрапив туди тільки один раз, коли вже сім'я моя там не жила, а перебралася до Києва — 1917 р. восени, коли я повертався з фронту після революції додому…».

## Праці
- Гейден Д. Ф. Статистическо-экономический очерк Винницкого уезда и желательные меры для поднятия благосостояния населения (Вінниця, 1902 р.)
- Гейден Д. Ф. Положение земельного вопроса в Винницком уезде и попытка устроить безземельных и малоземельных (Немирів: Тип. Р. Шерра, 1906 р.)
- Гейден Д. Ф. Статистическо-экономический очерк Винницкого уезда за 1905—1910 гг. (Київ, 1910 р.)
- Гейден Д. Ф. Что сделано Винницким Земством за первое трехлетие (1912—1914) (Вінниця, 1914 р.)